# Agios Georgios (Methana)
Agios Georgios (griechisch Άγιος Γεώργιος (m. sg.)) ist ein Fischerort an der nordöstlichen Küste der Halbinsel Methana. Im Sommer ist Agios Georgios Ziel von Touristen, die hier Urlaub machen. Es gibt einen kleinen Sandstrand.

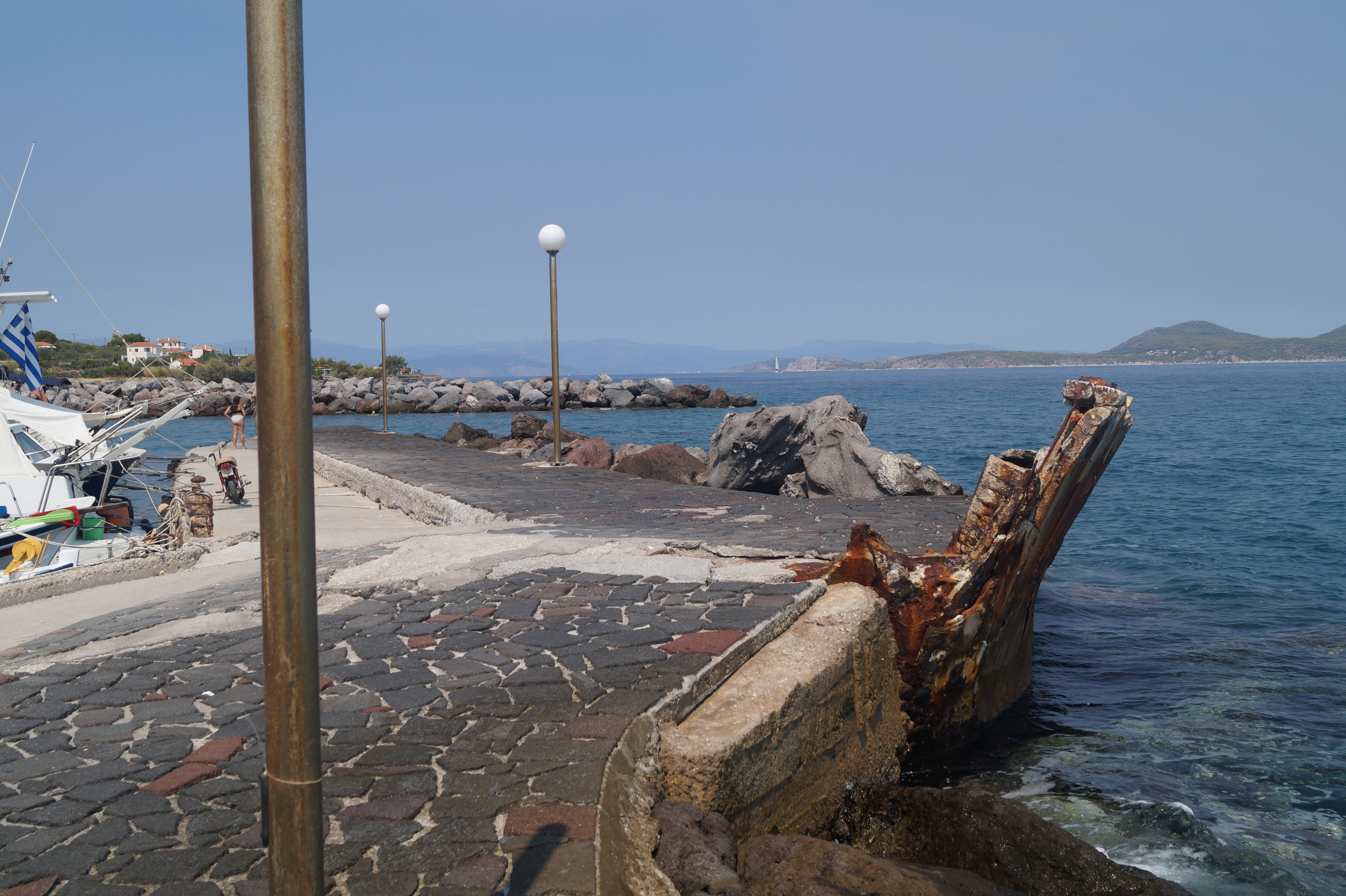
Betonschiff am westlichen Ende der Hafenmole

Der Ort verfügt über einen kleinen Fischerhafen. Das westliche Ende der Hafenmole wurde aus einem deutschen Betonschiff von etwa 45 m Länge aus dem Zweiten Weltkrieg gebildet. Hierbei handelt es sich um eines von 24 Schiffen, die zuerst als Betonpontons für eine Brücke in Perama gebaut wurden und später als Transportschiffe verwendet wurden. Am Hauptplatz neben dem Hafen steht die byzantinische Kirche Agios Sotiras aus dem 10. Jahrhundert und die Kirche Agios Georgios und Metamorphosis.